# Miguel Benasayag
Miguel Benasayag, född 4 juni 1953 i Buenos Aires, är en fransk-argentinsk filosof och psykoanalytiker.
Benasayag föddes i Argentina i en judisk familj. Han studerade medicin och var samtidigt aktiv i den Guevara-inspirerade motståndsrörelsen mot militärstyret. Efter att flera gånger arresterats hamnade han till slut (efter tortyr) i fängelse i fyra år. Tack vare sitt dubbla medborgarskap (hans franska mor hade lämnat Argentina 1939) blev han sedan frisläppt och begav sig 1978 till Frankrike, ett land som han aldrig hade besökt tidigare.
Benasayag har sedan dess varit politiskt aktiv och han stödde bland annat José Bové som presidentkandidat i Frankrike. Han har även stött organisationer som ATTAC och Jordlösa Lantarbetares Rörelse i Brasilien.